# Capilla del Gran Roque
La Capilla del Gran Roque o Iglesia del Gran Roque es un templo de la Iglesia católica localizado frente a la playa en las costas de la isla y poblado del Gran Roque, al noreste del Archipiélago Los Roques, en el Territorio Insular Miranda, de las Dependencias Federales de Venezuela.
Se trata de una de los espacios más conocidos en la isla junto con el Faro Holandés. Se suelen celebrar bodas y realizar procesiones en determinadas fechas del año. Dedicada a la Virgen del Valle, posee esculturas de ella en la entrada a ambos lados de una escalera en su entrada y por encima de la puerta principal.